# Isola Derevjannyj
L'isola Derevjannyj o isola del Legno (in russo: Остров Деревянный, ostrov Derevjannyj) è un'isola russa nell'Oceano Artico che fa parte dell'arcipelago della Terra di Francesco Giuseppe.

## Geografia
L'isola di Davis si trova nella parte sud-orientale della Terra di Francesco Giuseppe; è situata a est del capo sud-orientale (мыс Хёфера, Mys Hёfera) della Terra di Wilczek, appena a nord dell'isola di Davis. Ha una forma allungata da sud-ovest a nord-est; raggiunge un'altezza massima di 45 m s.l.m.
Il nome dell'isola in russo (Деревянный, Derevjannyj) significa "legno".

## Isole adiacenti
- Terra di Wilczek (Земля Вильчека, Zemlja Vil'čeka), a nord-ovest.
- Isola di McNult (Остров Мак-Нульта, ostrov Mak-Nul'ta), a sud-ovest.
- Isola di Tillo (Остров Тилло, ostrov Tillo), a sud-ovest.
- Isola di Davis (Остров Д, ostrov D), a sud-ovest.